# Aichi Television Broadcasting
Aichi Television Broadcasting Co., Ltd. (TVA, japonès: テレビ愛知株式会社, Terebi Aichi Kabushiki Gaisha) és una estació de televisió de Nagoya, Japó. És coneguda com a "TV Aichi". És una estació de la xarxa de televisó TXN.

## Transmissió

### Anàloga
JOCI-TV
- Nagoya: Canal 25
- Toyohashi: Canal 52

### Digital
JOCI-DTV
- Canal ID 10
- Nagoya: Canal 23
- Toyohashi: Canal 26

## Altres estacions de TV en Nagoya
- Tokai TV (東海テレビ)
- CBC (中部日本放送)
- Mētele (メ～テレ)
- Chukyo TV (中京テレビ)